# Rotten Apple
Rotten Apple — другий студійний альбом американського репера Ллойда Бенкса. Назва платівки «Rotten Apple» (укр. «Гниле яблуко») — гра слів, пов'язана з прізвиськом Нью-Йорка «Велике яблуко». На Guess Who's Back? (2002) також є пісня  50 Cent «Rotten Apple» (не плутати з однойменною піснею Бенкса на цій платівці). Rotten Apple Entertainment також є назвою колишнього лейблу Бенкса, що належав 50 Cent. Обкладинка альбому нагадує постер фільму «Король Нью-Йорка». Виконавчий продюсер: 50 Cent. Виконавчий співпродюсер: Sha Money XL.

## Додаткова інформація
Спочатку репер планував назвати платівку The Big Withdraw, але через те, що в 2005 Бенкс залишив сиру копію альбому в будинку двох жінок, з якими він займався сексом утрьох, платівку передчасно виклали в мережу, дату випуску перенесли. Незабаром після цього репер почав працювати над Rotten Apple.
Альбом дебютував на 3-му місці чарту Billboard 200 з результатом у приблизно 143 тис. проданих копій за перший тиждень. За другий тиждень продано 49 тис. копій, реліз опустився на 15-ту позицію. На 4-му тижні результат становив 19 тис., альбом опинився на 43-й сходинці чарту. На 5-му тижні — 15 тис., 71-ше місце. Загальний наклад релізу становить 351 тис. копій.

## Список пісень
| №  | Назва                                             | Продюсер(и)                                              | Тривалість |
| -- | ------------------------------------------------- | -------------------------------------------------------- | ---------- |
| 1  | «Rotten Apple» (з участю 50 Cent та Prodigy)      | Havoc; Sha Money XL (співпрод.)                          | 4:26       |
| 2  | «Survival»                                        | BR Gunna                                                 | 3:47       |
| 3  | «Playboy 2»                                       | Ron Browz                                                | 3:44       |
| 4  | «The Cake» (з участю 50 Cent)                     | Fatin                                                    | 2:46       |
| 5  | «Make a Move»                                     | Midi Mafia                                               | 4:46       |
| 6  | «Hands Up» (з участю 50 Cent)                     | Eminem, Dangerous LLC, Bang Out; Luis Resto (дод. прод.) | 4:00       |
| 7  | «Help» (з участю Keri Hilson)                     | Ron Browz; Sha Money XL (співпрод.)                      | 3:54       |
| 8  | «Addicted»(з участю Musiq Soulchild)              | Daniel Jones, Jermaine Mobley; Sha Money XL (співпрод.)  | 3:00       |
| 9  | «You Know the Deal» (з участю Rakim)              | Product, Whitton                                         | 4:05       |
| 10 | «Get Clapped» (з участю Mobb Deep)                | Needlz                                                   | 5:01       |
| 11 | «Stranger»                                        | Nick Speed                                               | 3:10       |
| 12 | «Change»                                          | Prince, Machavelli                                       | 3:35       |
| 13 | «NY NY» (з участю Tony Yayo)                      | Eminem; Luis Resto (дод. прод.)                          | 3:29       |
| 14 | «One Night Stand» (з участю Keon Bryce)           | 9th Wonder                                               | 3:57       |
| 15 | «Iceman» (з участю Young Buck, Scarface та 8Ball) | Dave Morris                                              | 5:28       |
| 16 | «Gilmore's»                                       | Richard «Younglord» Frierson                             | 2:50       |
| №  | Бонус-трек британського видання                   | Продюсер(и)                                              | Тривалість |
| 17 | «Life» (з участю Marsha Ambrosius та Spider Loc)  |                                                          | 4:22       |
| №  | Бонус-треки японського видання                    | Продюсер(и)                                              | Тривалість |
| 17 | «Life» (з участю Marsha Ambrosius та Spider Loc)  |                                                          | 4:22       |
| 18 | «Lost & Found»                                    |                                                          | 3:36       |

## Чартові позиції
| Чарт (2006)               | Найвища позиція |
| ------------------------- | --------------- |
| Велика Британія           | 40              |
| Ірландія                  | 27              |
| Канада                    | 6               |
| США                       | 3               |
| US Top R&B/Hip-Hop Albums | 1               |
| Франція                   | 65              |
| Швейцарія                 | 36              |